# Piotr Baran
Piotr Baran (ur. 21 lipca 1962 w Inowrocławiu) – polski koszykarz, występujący na pozycji obrońcy, reprezentant kraju, po zakończeniu kariery zawodniczej trener koszykarski.
Wychowanek MKS Inowrocław, w 1978 przeniósł się do Astorii Bydgoszcz. Zdobywca złotego (1989, 1990), srebrnego (1991) oraz brązowego (1987, 1988) medalu Mistrzostw Polski w barwach Lecha Poznań. Uczestnik Mistrzostwa Europy w 1991, na których Reprezentacja Polski zajęła 7 miejsce (rozegrał na tym turnieju 1 spotkanie). Powrócił do rodzimego Inowrocławia, gdzie w 1994 wygrał z Notecią baraże z OSiR Łowicz i awansował do II ligi. W sezonie 1995/1996 po turnieju barażowym w Pruszkowie awansował do Polskiej Ligi Koszykówki. Oficjalnie zakończył karierę sportową 3 czerwca 2000. Trenerską karierę rozpoczynał od asystowania Leszkowi Marcowi w II ligowej Noteci w sezonie 1999/2000. Jako pierwszy trener zadebiutował 12 stycznia 2000. W sezonie 2005/2006 prowadził AZS Koszalin. Od zakończenia pracy w Koszalinie nie jest związany z koszykówką zawodowo, pracuje w Anglii.

## Osiągnięcia

### Drużynowe
- Mistrz Polski (1989, 1990)
- Wicemistrz Polski (1991)
- Brązowy medalista mistrzostw Polski (1987, 1988)
- Awans do:
  - najwyższej klasy rozgrywkowej z:
    - Baildonem Katowice (1985
    - Notecią Inowrocław (1996

  - II ligi (obecnie I liga) po barażach z OSiR Łowicz (1994)
- Uczestnik rozgrywek pucharu:
  - Europy Mistrzów Krajowych (1989/1990 – grupa ćwierćfinałowa, 1990/1991 – I runda)
  - Europy (1991/1992 – I runda)
  - Koracia (1992/1993 – II runda)

### Reprezentacja
- Uczestnik mistrzostw Europy (1991 – 7. miejsce)[1]